# Kralupy nad Vltavou

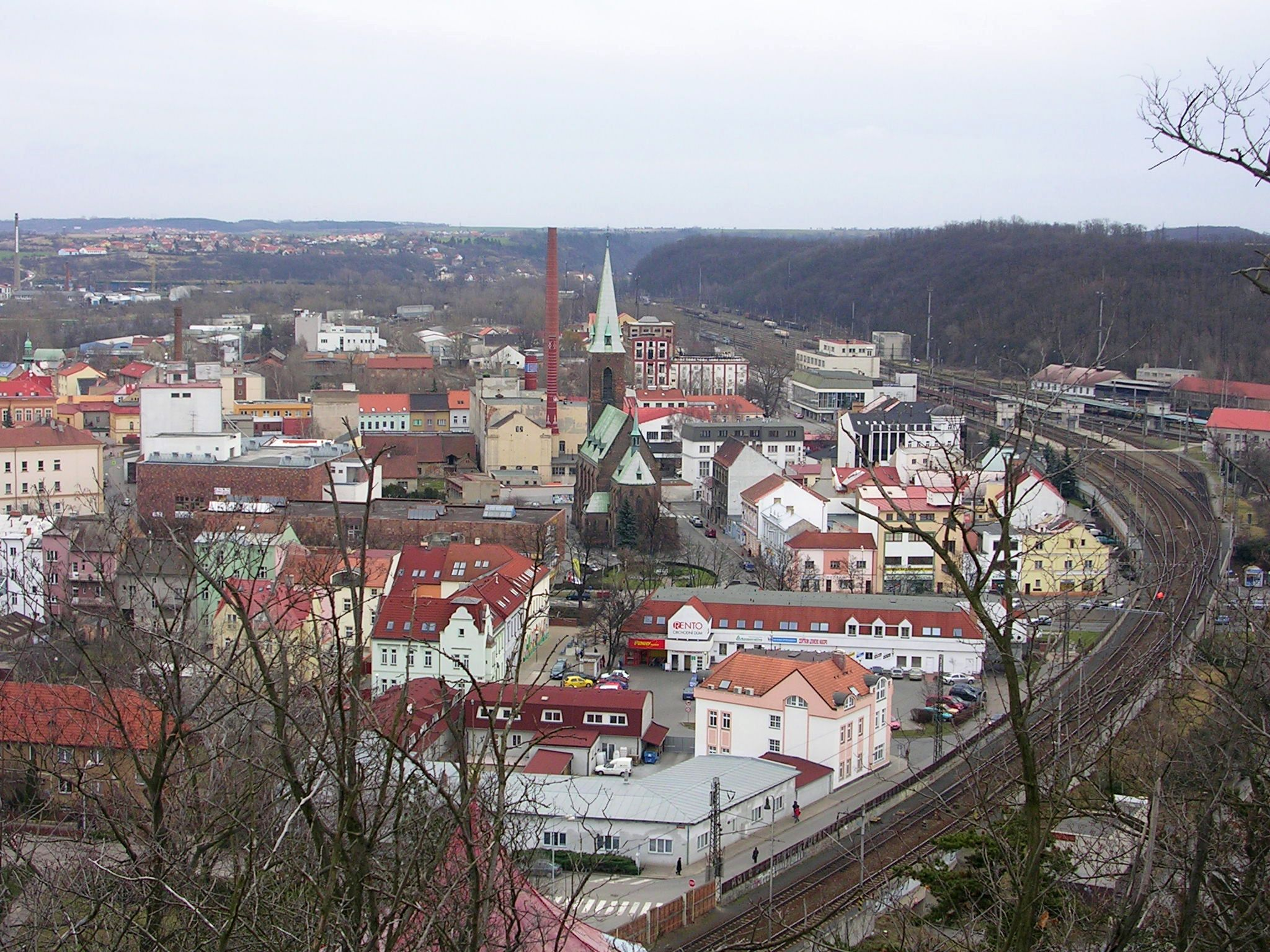
Uitzicht op de stad.

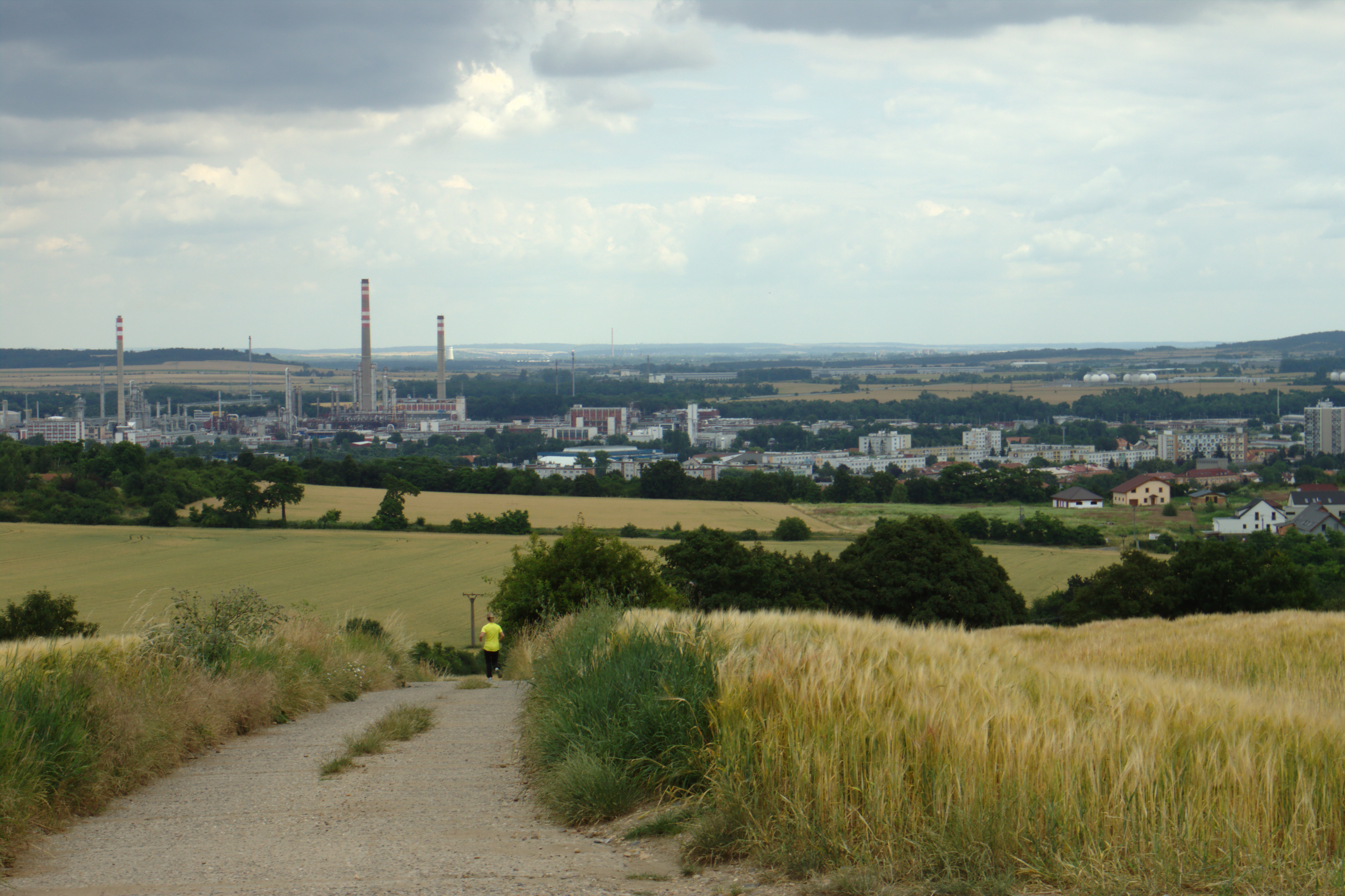
Zicht op Kralupy nad Vltavou en de Unipetrol-raffinaderij ernaast

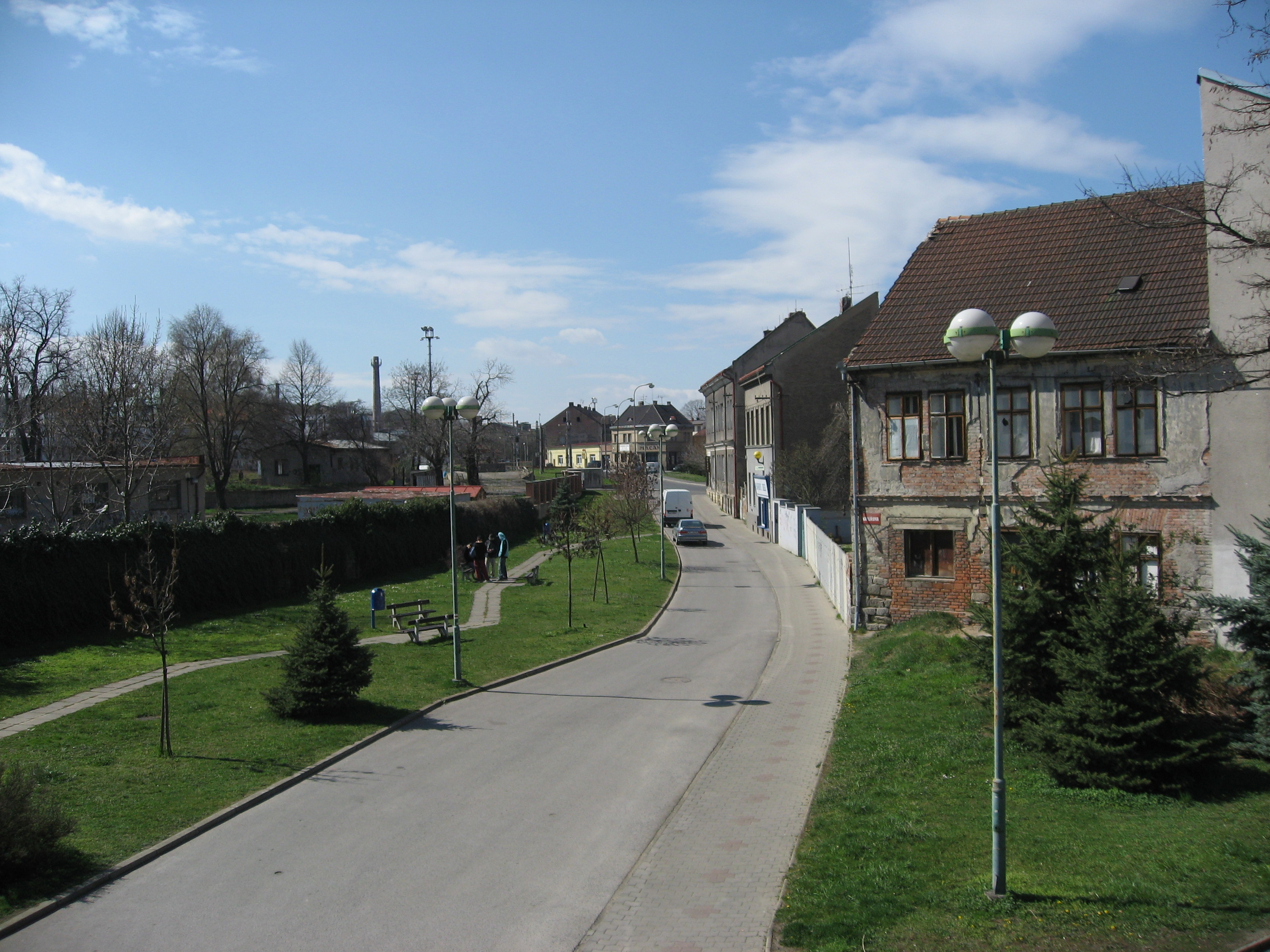
Straat in Kralupy

Kralupy nad Vltavou (Duits: Kralup an der Moldau) is een Tsjechische stad in de regio Midden-Bohemen, en maakt deel uit van het district Mělník.
Kralupy nad Vltavou telt 18.150 inwoners en ligt ongeveer 20 kilometer ten noordwesten van Praag aan de oever van de Moldau.

## Geschiedenis
De eerste schriftelijke vermelding van Kralupy stamt uit het jaar 1253. In dat jaar bevestigde Wenceslaus I dat het dorp in eigendom zou komen van de Orde van het Kruis met de Rode Ster. De Orde bouwde in het dorp een molen en een vesting. Tegelijkertijd kwam de Orde in de schulden te zitten en werd zij genoodzaakt het dorp te verkopen aan het Aartsbisdom Praag. In 1377 kocht de Orde het dorp terug.
In het jaar 1407 werd het dorp weer verkocht, ditmaal aan Johann von Weilburg. In 1421 werd deze echter alweer verjaagd door de Hussieten en Kralupy werd eigendom van de burgers van Praag. Acht jaar later kreeg Johann von Katschitz het dorp in eigendom en na de Hussitische Oorlogen werd de Orde van het Kruis met de Rode Ster weer eigenaar.
In 1619 legden opstandigen beslag op het gebied rond Kralupy, maar na de Slag op de Witte Berg kwam het toch weer in handen van de Orde. Tot het jaar 1848 zouden de Kruisridders eigenaar blijven van Kralupy en omliggende gebieden, waaronder Dolany. Al met al was Kralupy meer dan zes eeuwen lang, met enkele onderbrekingen, eigendom geweest van de Orde.
Kralupy bleef in de geschiedenis grotendeels vrij van oorlogsschade. Wel werd het dorp meerdere malen getroffen door zware overstromingen. Vooral in de jaren 1784, 1845 en 1890 waren de gevolgen rampzalig. In de tweede helft van de 19e eeuw werden de stadsmuren aangelegd en in 1851 was het dorp aangesloten aan de spoorlijn tussen Praag en Dresden.
De goede infrastructuur, de spoorlijn en de scheepvaart over de Moldau, zorgden voor het opkomen van de industrie. In 1854 werd een scheepsbouwbedrijf opgericht, in 1857 een chemisch bedrijf en in 1867 werd een stoommolen geopend. Aan het einde van de jaren 60 kwamen daar twee suikerfabrieken bij en in 1872 een bierbrouwerij.
In 1864, toen de bevolking inmiddels de 2.000 gepasseerd was, kreeg Kralupy een stadswapen. Bij de eeuwwisseling woonden al 4.722 mensen in het dorp en twee jaar later, in 1902, kreeg Kralupy nad Vltavou stadsrechten.
Door de Eerste Wereldoorlog werd de stad nauwelijks beschadigd. Bij de Tweede Wereldoorlog kwamen veel inwoners van de stad om het leven. Tijdens het bombardement op een chemische fabriek op 22 maart 1945 vonden 150 mensen de dood en meer dan 1.000 huizen werden vernietigd of beschadigd.
Vanaf het jaar 1912 was Kralupy nad Vltavou hoofdstad van een district (okres) geweest. Tijdens de Tweede Wereldoorlog behoorde de stad korte deel tot het district waar Roudnice nad Labem de hoofdstad van was, maar na de oorlog werd de oude situatie hersteld. Sinds 1960 is Kralupy geen districtshoofdstad meer, nu hoort de stad bij okres Mělník.

## Partnersteden
- Banyuls-sur-Mer (Frankrijk)
- Hennigsdorf (Duitsland)
- Ikast (Denemarken)
- Komárno (Slowakije)

Býkev ·
Byšice ·
Cítov ·
Čakovičky ·
Čečelice ·
Dobřeň ·
Dolany nad Vltavou ·
Dolní Beřkovice ·
Dolní Zimoř ·
Dřínov ·
Horní Počaply ·
Hořín ·
Hostín u Vojkovic ·
Hostín ·
Chlumín ·
Chorušice ·
Chvatěruby ·
Jeviněves ·
Kadlín ·
Kanina ·
Kly ·
Kojetice ·
Kokořín ·
Kostelec nad Labem ·
Kozomín ·
Kralupy nad Vltavou ·
Ledčice ·
Lhotka ·
Liběchov ·
Libiš ·
Liblice ·
Lobeč ·
Lužec nad Vltavou ·
Malý Újezd ·
Medonosy ·
Mělnické Vtelno ·
Mělník ·
Mšeno ·
Nebužely ·
Nedomice ·
Nelahozeves ·
Neratovice ·
Nosálov ·
Nová Ves ·
Obříství ·
Olovnice ·
Ovčáry ·
Postřižín ·
Řepín ·
Spomyšl ·
Stránka ·
Střemy ·
Tišice ·
Tuhaň ·
Tupadly ·
Újezdec ·
Úžice ·
Velký Borek ·
Veltrusy ·
Vidim ·
Vojkovice ·
Vraňany ·
Všestudy ·
Všetaty ·
Vysoká ·
Zálezlice ·
Zlončice ·
Zlosyň ·
Želízy